# Vikingeskibsmuseet (Oslo)
 For alternative betydninger, se Vikingeskibsmuseet. (Se også artikler, som begynder med Vikingeskibsmuseet)
Vikingeskibsmuseet (norsk: Vikingskipshuset) er et kulturhistorisk museum i Bygdøy i Oslo. Museet udstiller gravfundene fra nedre Haugen gård i bydelen Rolvsøy i Fredrikstad kommune, Gokstadhaugen i Sandefjord, Oseberghøgen og Borrehøgen. Foruden Tuneskibet, Gokstadskibet og Osebergskibet findes flere af genstandene fra Osebergfundet, bl.a. vognen, senge, slæder, bøtter, dyrehovedudskæringer, billedtæpper og teltstænger. Museet er en del af Kulturhistorisk Museum, som er underlagt Universitetet i Oslo

## Historie
I slutningen af 1800-tallet og begyndelsen af 1900-tallet blev de store skibsgrave fra vikingetiden udgravet, og de rige fund af skibe og gravudstyr blev taget i forvaring af Universitetets Oldsaksamling. Gokstadskibet og Osebergskibet placeret i midlertidige skure bag Universitetsbygningerne under meget uhensigtsmæssige bevaringsforhold. Spørgsmålet om, hvor de skulle udstilles permanent, var et varmt debatemne efter fundet af Osebergskibet i 1903 og udgravningerne i årene efter.
Et forslag om at placere dem i sprængte haller under Nisseberget lige ved det nyopførte Historisk Museum fik stor tilslutning. Det blev lanceret af arkitekt Fritz Holland i 1905 og publiceret i dagspressen og i 1907 i Teknisk Ugeblad. Hollands projekt har påfaldende lighed med det vikingskibshus, som senere blev realiseret. Modstanderne, anført af Oldsaksamlingens leder, professor Gabriel Gustafson, gik sejrende ud af striden, og planerne om Hollands "Vikingehal" blev endeligt skrinlagt i 1912.
Professor Gustafssons plan var at lade en permanent bygning til vikingskibene danne kernen i et stort arkæologisk museum, hvor alle skattene fra vikingetiden og middelalderen skulle samles i et stort anlæg på nabogrunden til Norsk Folkemuseum. I 1916 besluttede Stortinget, at Gustafsons vikingskibmuseum skulle opføres i bydelen Bygdøy som første byggetrin i anlægget. En arkitektkonkurrence blev udskrevet, og Arnstein Arneberg vandt. Med bevillinger fra staten kunne opførelsen af hallen for Osebergskibet begynde, og skibet blev flyttet fra skuret i Universitetshagen i 1926. Fløjene til Gokstad- og Tuneskibet var færdige i 1932. Den sidste fløj til udstilling af de rige gravfund fra Oseberg blev udsat, og på grund af krigen 1940–1945 blev den først færdig i 1957.

## Planlagt flytning af museet
Efter at Kulturhistorisk Museum i flere år havde arbejdet på at flytte vikingekibene og gravfundene til et nyt museum inderst i Bjørvika, besluttede bestyrelsen for Universitetet i Oslo 20. december 2006 at støtte forslaget. Der har været strid om flytteplanen både internt i fagmiljøet og i medierne. Enkelte mener, at gravfundene ikke kan tåle pakning og transport. Særlig har de advaret mod at flytte Osebergfundene; flere er meget skrøbelige. Riksantikvaren har blandt andet foreslået at frede museumsbygningen med skibene som løst inventar for at hindre en flytning. Universitetet i Oslo har købt risikovurderinger om flyttesagen af bl.a. Det Norske Veritas, og Kulturhistorisk Museums oprindelige konklusion ud fra disse var, at en flytning burde kunne gennemføres uden større skader på skibene. Denne konklusion blev bestridt, blandt andet på grund af manglende vægtning af det løse inventar i skibene, og i november 2010 bestemte staten, at nedsætte en international ekspertgruppe for at vurdere flytterisikoen. En flytning af fundene ville først kunne finde sted, når spørgsmålet om lokaler var endelig afgjort, og et nybyggeri stod færdigt. Universitetet havde planlagt at flytte skibene i 2015.
I 2012 meldte NRK, at flytningen var droppet. Ekspertgruppen meldte, at både skib og genstande skulle blive i Bygdøy. Kunnskapsminister Kristin Halvorsen konkluderede: "Diskusjonen om å flytte vikingskipene fra Bygdøy til Bjørvika er nå definitivt over."

## Kulturminde
Vikingskibsmuseet er et kulturminde og har nummer 108686 i Riksantikvarens kulturmindebase.